# Гігрофор золотистий
Гігрофо́р золоти́стий (Hygrophorus chrysodon) — гриб з родини гігрофорові. Місцева назва — мокриця золотиста.

## Опис
Шапинка 2-8 см у діаметрі, щільнотовстом'ясиста, опукла, потім плоскорозпростерта, з горбочком у центрі, біла, до краю лимонно-жовта, волосисто-шерстиста, пластівчаста. Загальне покривало клейке, жовте. Пластинки білуваті, потім жовтуваті. По краю жовті, рідкі. Спори 8-10 Х 4-5 мкм. Ніжка 5-8 Х 1-1,5 см, біла, вгорі жовто-зерниста або пластинчаста, іноді з кільцеподібним потовщенням, утвореним загальним покривалом, щільна, з каналом. М'якуш білий, з специфічним запахом.

## Поширення в Україні
Поширений по всій Україні. Росте у листяних (букових, дубових), рідше хвойних лісах; у серпні — вересні. Добрий їстівний гриб. Використовують свіжим.